# Cattleya labiata
Cattleya labiata är en orkidéart som beskrevs av John Lindley. Cattleya labiata ingår i släktet Cattleya och familjen orkidéer. Inga underarter finns listade i Catalogue of Life.

## Bildgalleri

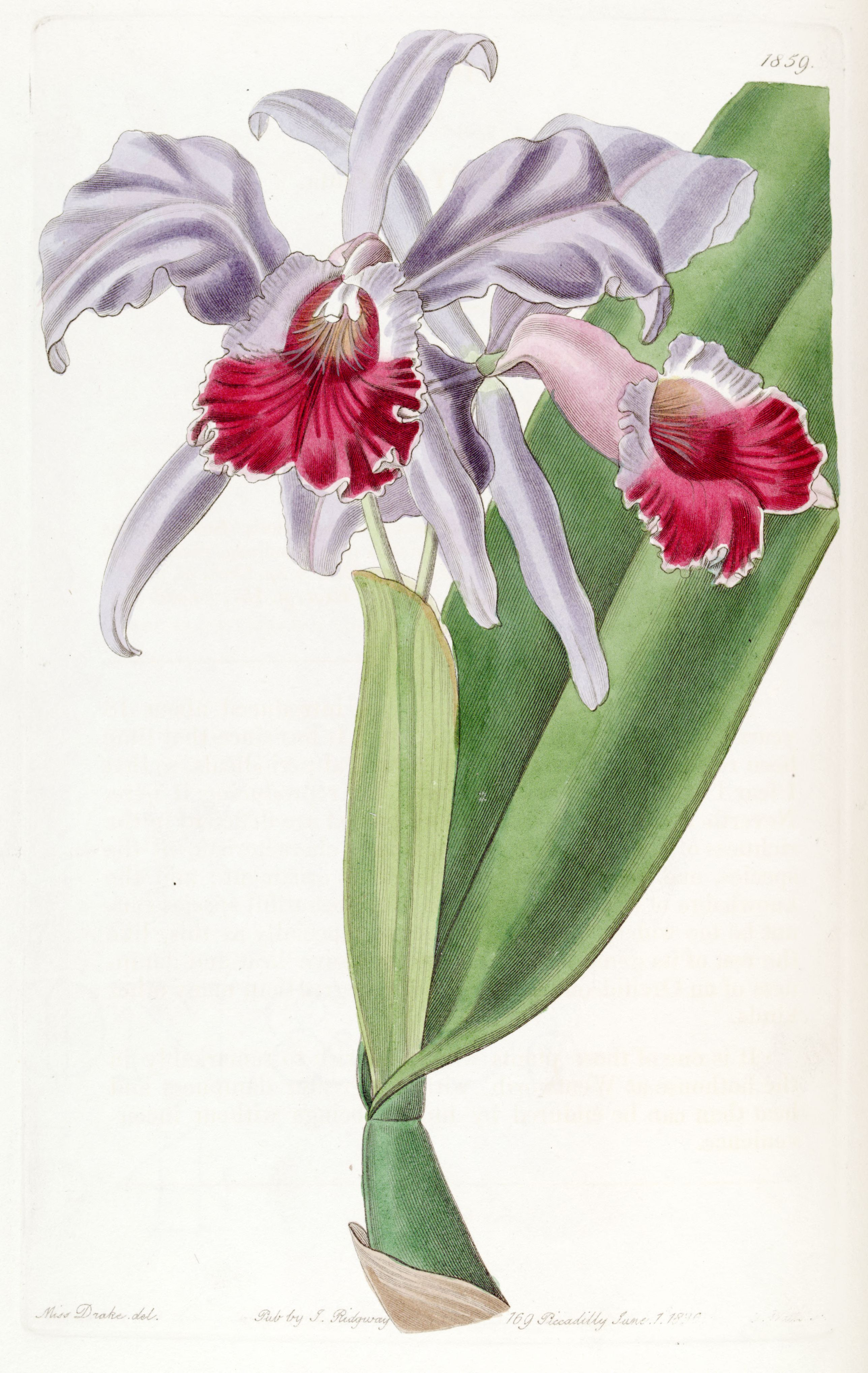
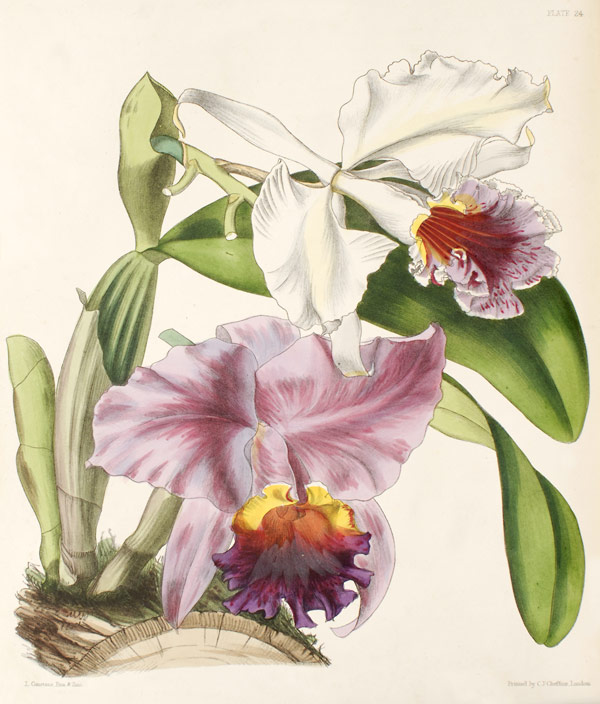
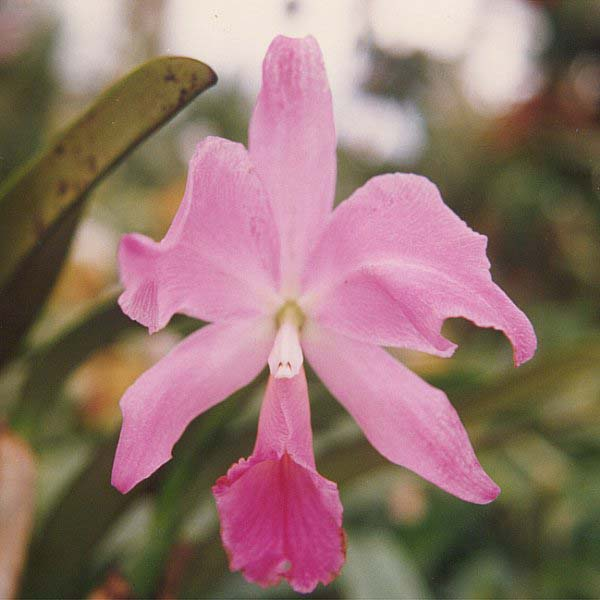
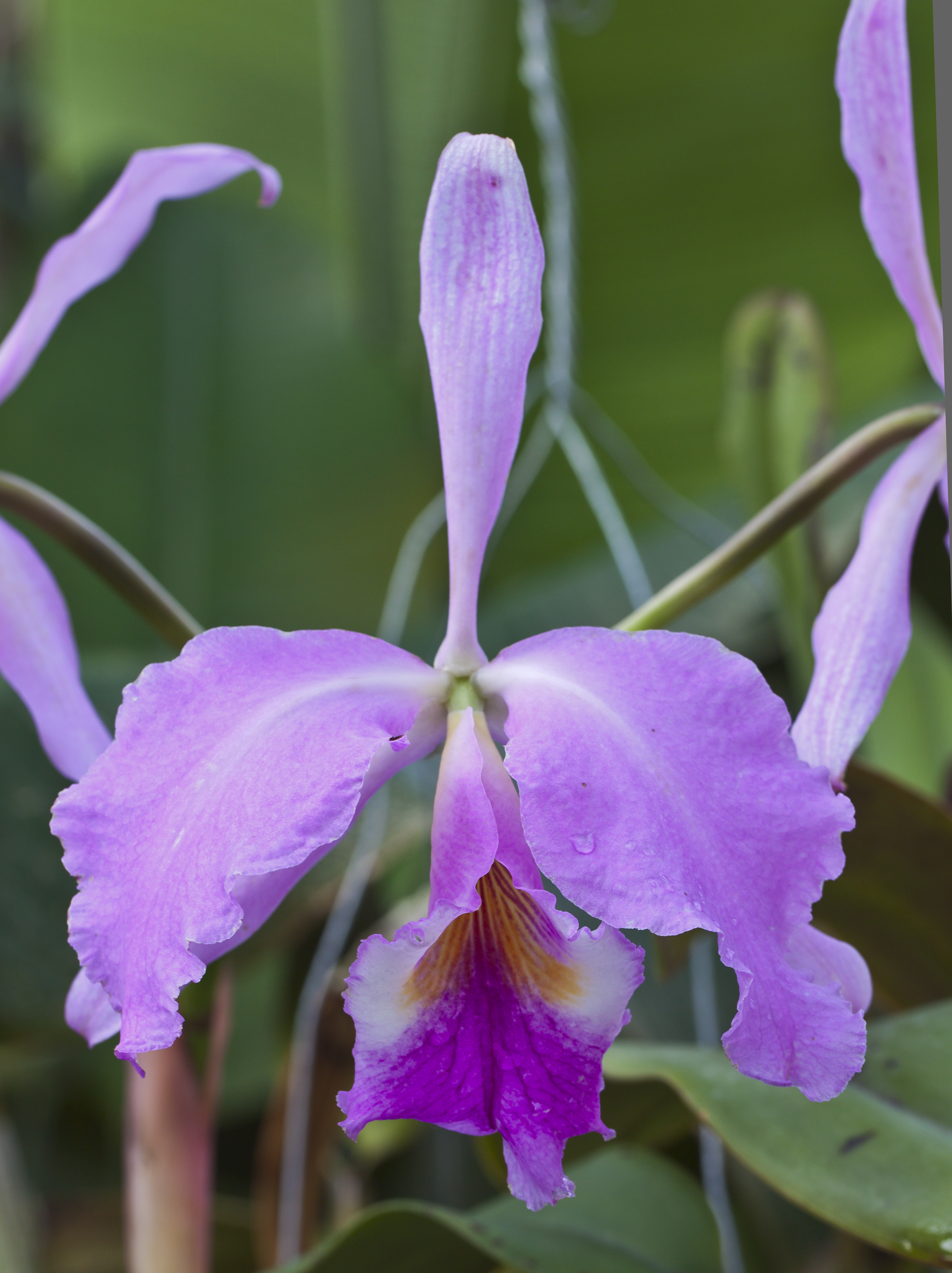
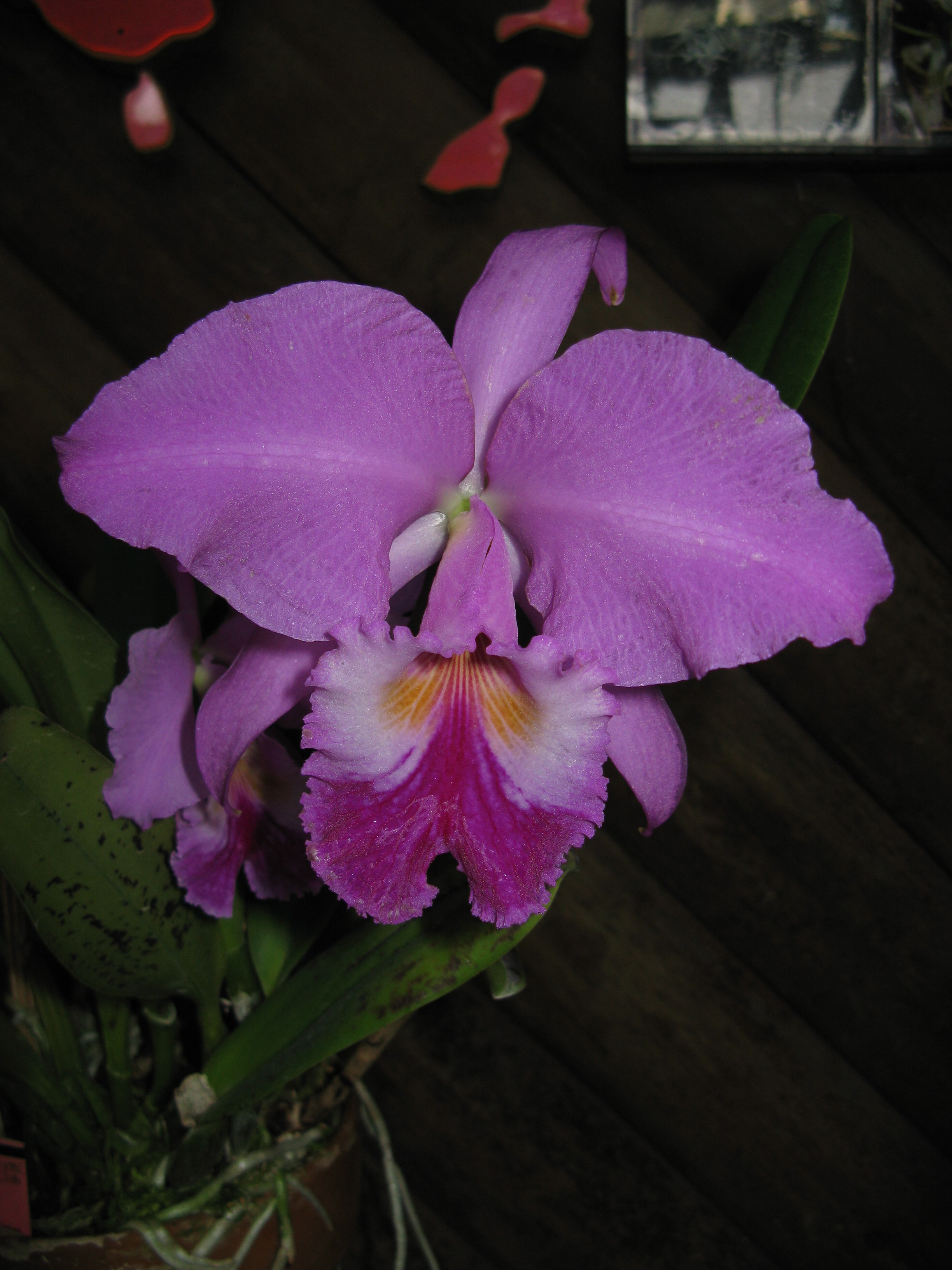
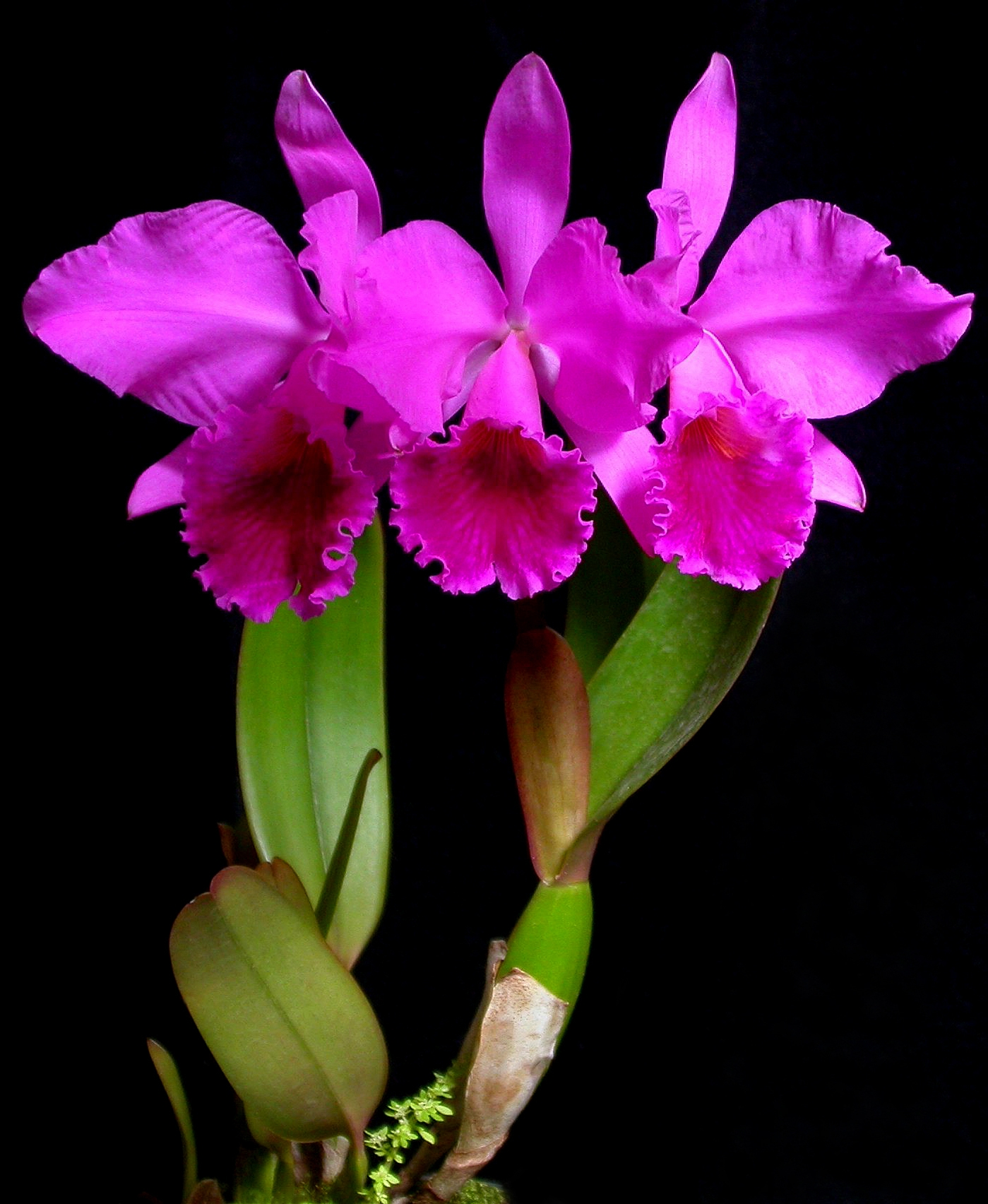